# Kødbær
Kødbær (Sarcococca) er en slægt med ca. 20 arter, der er udbredt i Sydøstasien og Himalaya. Det er langsomt voksende, stedsegrønne buske med en lav, udbredt vækst. Bladene er spredt stillede, læderagtige og helrandede. Blomsterne er 4-tallige og sidder samlet i stande, hvor de hunlige sidder neden under de hanlige. Blomsterne dufter og springer ud om vinteren. Frugterne er røde eller sorte stenfrugter med 1-3 kerner.
| Beskrevne arter |

- Sarcococca hookeriana

| Andre arter |

- Sarcococca confertiflora
- Sarcococca confusa
- Sarcococca coriacea
- Sarcococca longifolia
- Sarcococca longipetiolata
- Sarcococca orientalis
- Sarcococca ruscifolia
- Sarcococca saligna
- Sarcococca vagans
- Sarcococca wallichii

## Note
1. ↑  Jost Fitschen: Gehölzflora, 1987, ISBN 3-494-01151-6